# Amore

Gli amanti archetipici, Romeo e Giulietta (1884), di Frank Dicksee.

Con la parola amore si può intendere un'ampia varietà di sentimenti ed atteggiamenti differenti, che possono spaziare da una forma più generale di affetto ("amo mia madre; amo mio figlio") sino a riferirsi ad un forte sentimento che si esprime in attrazione interpersonale ed attaccamento, una dedizione appassionata tra persone oppure, nel suo significato esteso, l'inclinazione profonda nei confronti di qualche cosa.
Può anche essere una virtù umana che rappresenta la gentilezza e la compassione, la vicinanza disinteressata, la fedeltà e la preoccupazione benevola nei confronti di altri esseri viventi, ma anche il desiderare il bene di altre persone.
Gli antichi Greci hanno individuato quattro forme primarie di amore: quello parentale-familiare (storghé), l'amicizia (philia), il desiderio erotico ma anche romantico (eros), infine l'amore più prettamente spirituale (agape, il quale può giungere fino all'auto-annientamento o kenosis); gli autori moderni hanno distinto anche altre varietà di amore romantico, mentre le tradizioni non occidentali contengono varianti o simbiosi di questi stati.
Una tal ampiezza di usi e significati, in combinazione con la complessità dei sentimenti che coinvolgono i soggetti che amano, possono rendere particolarmente difficoltoso definire in modo univoco e certo l'amore, rispetto ad altri stati emotivi.
Nell'ambito della psicologia esso consiste in un rapporto duale basato su uno scambio emotivo generato dal bisogno fisiologico della gratificazione sessuale e dal bisogno psicologico dello scambio affettivo.
L'amore nelle sue varie forme agisce come un importante facilitatore nella relazione interpersonale e, data la sua importanza psicologica centrale, è uno dei temi più comuni trattati nelle arti creative; può infine essere inteso anche come un modo per tenere uniti gli esseri umani contro le minacce provenienti dall'ambiente esterno e per aiutare la riproduzione umana e la conseguente continuazione della specie.
Il termine può acquisire ulteriori precisazioni o significati negli ambiti filosofico, religioso o nelle arti.

## Etimologia

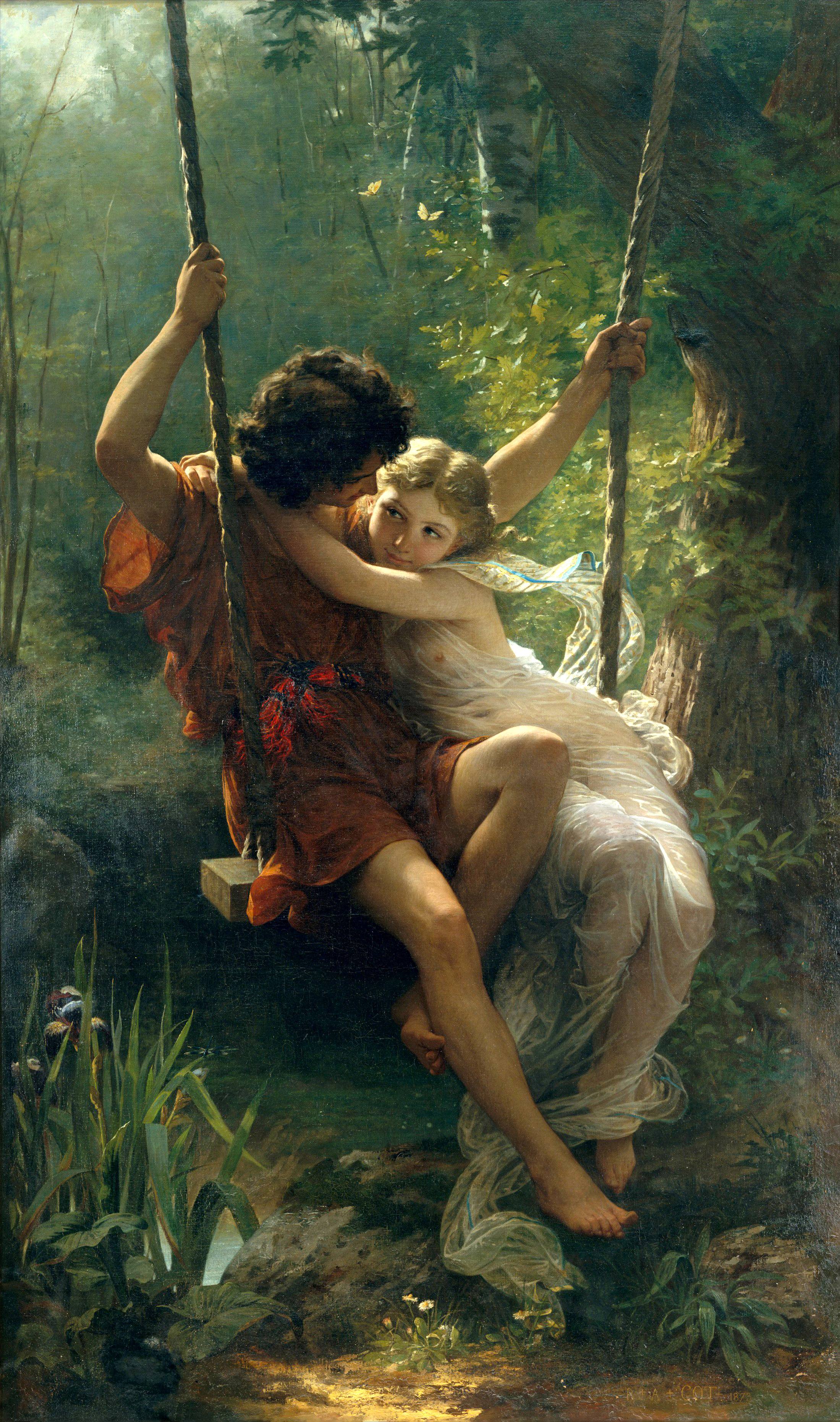
La primavera (1873), di Pierre Auguste Cot.

Il termine italiano "amore" entra nella lingua italiana a partire dal XIII secolo, derivando dal termine latino amore(m) (nominativo amor), a sua volta derivato dal latino amare. Il termine amare, il quale risulta connesso con il latino amma (mamma), o anche amita (zia), può avere quindi la sua possibile origine dal linguaggio infantile.
Un'altra possibile origine fa derivare il lemma latino dal protoitalico *ama e quindi dal protoindoeuropeo *h3mh3, col significato di "prendere, tenere", evolvendo in "prendere la mano di", quindi legarsi in amicizia (da qui anche il latino amicus, amica, amasius); quindi corrispondente al sanscrito amánti, amīṣi, col medesimo significato, e all'antico avestico əma.

### Manifestazioni di amore
All'interno delle relazioni che l'individuo intrattiene col proprio ambiente, l'amore si può classificare attraverso differenti manifestazioni:
1. Amore di sé - il sano amor proprio. Appare come condizione di autostima, ma non deve esser confuso col narcisismo che sfocia nell'egocentrismo. Per il buddhismo, che qualifica l'ego come un'illusione della nostra mente, il vero amore, ossia la compassione, esiste solo quando viene diretto verso un'altra persona, non a sé stessi. Per la psicoanalisi invece, che si trova completamente opposta al buddhismo, l'ego viene definito come l'unica realtà, l'amore è sempre auto-personale, che può svilupparsi in una forma sana o malsana a seconda dei casi.
2. Amore incondizionato - amore altruistico e compassionevole, professato senza aspettarsi nulla in contraccambio. Corrisponde all'amore spirituale predicato dalle varie religioni.
3. Amore filiale e fraterno - tra discendenti e antenati (familiare, parentale).
4. Amicizia - sentimento che nasce dalla necessità provata dagli esseri umani di socializzare tra loro.
5. Amore romantico - un sentimento che in un certo grado idealizza la persona amata, soggetta all'aspettativa amorosa.
6. Amore sessuale - prodotto dal desiderio sessuale verso l'altro.
7. Amore platonico - concetto filosofico che innalza l'amore alla contemplazione della bellezza, alla conoscenza pura e disinteressata. Poi successivamente interpretato dai Neoplatonici del '500 come amore filosofico nei confronti di una persona.
8. Amore per la Natura - coinvolge un sentimento di protezione verso il mondo vegetale ed animale.
9. Amore per qualcosa di astratto o inanimato - un oggetto fisico, un'idea, ma anche un obiettivo ideale (amor di patria o patriottismo) e può essere associato con l'eroismo; in quest'ultimo caso costituisce una forma di altruismo nei confronti del proprio gruppo
10. Amore per Dio - devozione, si basa sulla fede religiosa.
11. Amore universale - spiritualità in senso lato, corrispondente all'esperienza data dal misticismo (estasi, illuminazione, nirvana).

## Filosofia
(Friedrich Nietzsche)
Per quanto in generale il concetto di amore non sia uno dei più frequentati dalla filosofia, esso riveste un'importanza notevole nella sua storia. Il primo pensatore a porre esplicitamente il concetto è Empedocle, nel suo vedere il divenire determinato dalla dialettica amore/odio, visti come fattori cosmologici primari: le due forze opposte dell'Essere, con l'idea di unità e fusione che sottende al suo concetto di amore.
Platone trasferisce invece il concetto dalla cosmologia alla metafisica, come aspirazione e tensione verso il divino Bene da cui dipendono le Idee come suoi attributi. Questo mondo divino (iperuranio) come mondo delle Idee è l'oggetto cognitivo delle anime individuali, frammenti dell'Anima del mondo scesi nell'umano. Il tema dell'amore viene presentato, in chiave più umana, nel Simposio, nel Fedro e anche nello Ione.
Nel Simposio l'amore viene immaginato come desiderio nei confronti dell'Unità originaria, questo nell'intervento di Aristofane; in quello di Socrate invece amore è detto figlio di Penia-privazione e Poros-risorsa: amare è desiderare ciò che non abbiamo, a differenza del bisogno è una radicale insoddisfazione. Ma è anche ricco di risorse, fecondo non nel possesso bensì nella creatività e pertanto fonte di novità imprevedibile; cerca infine la contemplazione nella bellezza assoluta.
Aristotele concettualizza la differenza tra eros e philia; la philia ideale è quando non ci uniamo da interesse o piacere, ma come ricerca del bene degli altri senza attenderci nulla in cambio; il filosofo introduce inoltre l'idea di conflitto tra amore di sé e amore per gli altri. Si risolve tuttavia l'opposizione nell'armonia, con l'altro che si fa alter ego, un altro io.
Questa impostazione si coniuga poi con la teologia cristiana, trovandovi rispondenza e riformulazione, avendo nel platonico Agostino di Ippona il suo estensore, ma con una inversione di direzione, poiché se in Platone l'amore è movimento dall'uomo a Dio, per Sant'Agostino è da Dio all'uomo. Tommaso d'Aquino, che segue Aristotele, definisce l'amore come "volere il bene di un altro" (Summa I-II, 26, 4).
In Spinoza l'amore torna a essere movimento "verso Dio", come unità-totalità perfetta e compiuta, da parte delle menti umane quali parti "pensanti" verso Dio quale suprema "Cosa Pensante". Gottfried Leibniz ci dice che l'amore è "essere deliziati dalla felicità di un altro".

### Nella filosofia moderna
Il concetto di amore è stato affrontato in modo particolare in filosofia dal 1700 a oggi.
Arthur Schopenhauer, influenzato e ispirato dal buddhismo, definisce la compassione essenza di ogni amore e solidarietà, amore e solidarietà che si spiegano alla luce del dolore della vita. (Die welt, 1, par. 66-67); giunge così ad un pessimismo metafisico, in quanto proprio la passione amorosa ci attira dentro un ciclo cosmico costantemente ripetuto in una spirale di sofferenza. Schopenhauer conclude dicendo che l'amore è in definitiva un'illusione della voluntas-Volontà (essenza di tutte le cose che sono) la quale cerca di perpetuarsi attraverso la riproduzione.
Adam Smith nella Theory of Moral Sentiments (III, 1) pone la simpatia come struttura di tutti i sentimenti morali.
Hegel sostiene che l'amore supera il diritto, è qualcosa che va oltre ed è più importante. È pertanto auspicabile uno Stato, società e famiglia centrate sull'amore piuttosto che sulle leggi. L'amore non ha i confini del diritto, fatto di opposizioni e bilanciamenti tra poteri e continue distinzioni; l'amore è antitesi a tutte le opposizioni e a tutte le molteplicità. È nell'essere la rinuncia a sé stessi per un altro che porta all'identificazione del soggetto in un'altra persona, e, ugualmente nel pensiero, al fatto che il soggetto perde la coscienza di sé e diventa cosciente di questa identità, di essere tutt'uno e di non poter vivere senza l'altro:
(Filosofia del diritto, p. 158)
Quindi è identificazione del soggetto in un’altra persona, è il sentimento per cui due esseri esistono solo in una unità perfetta e pongono in questa identità tutta la loro anima e il mondo intero»

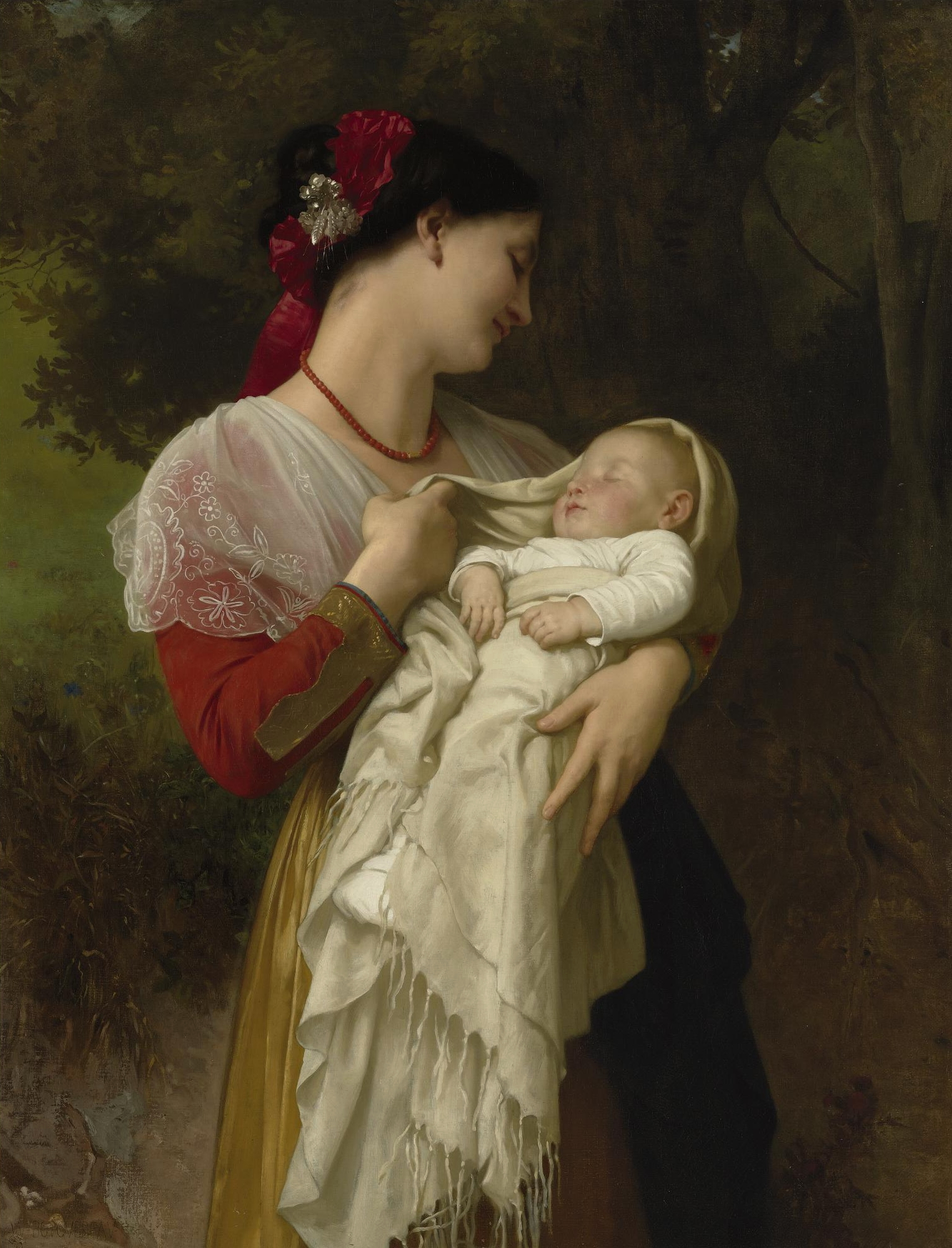
Amore materno (1869), di William-Adolphe Bouguereau

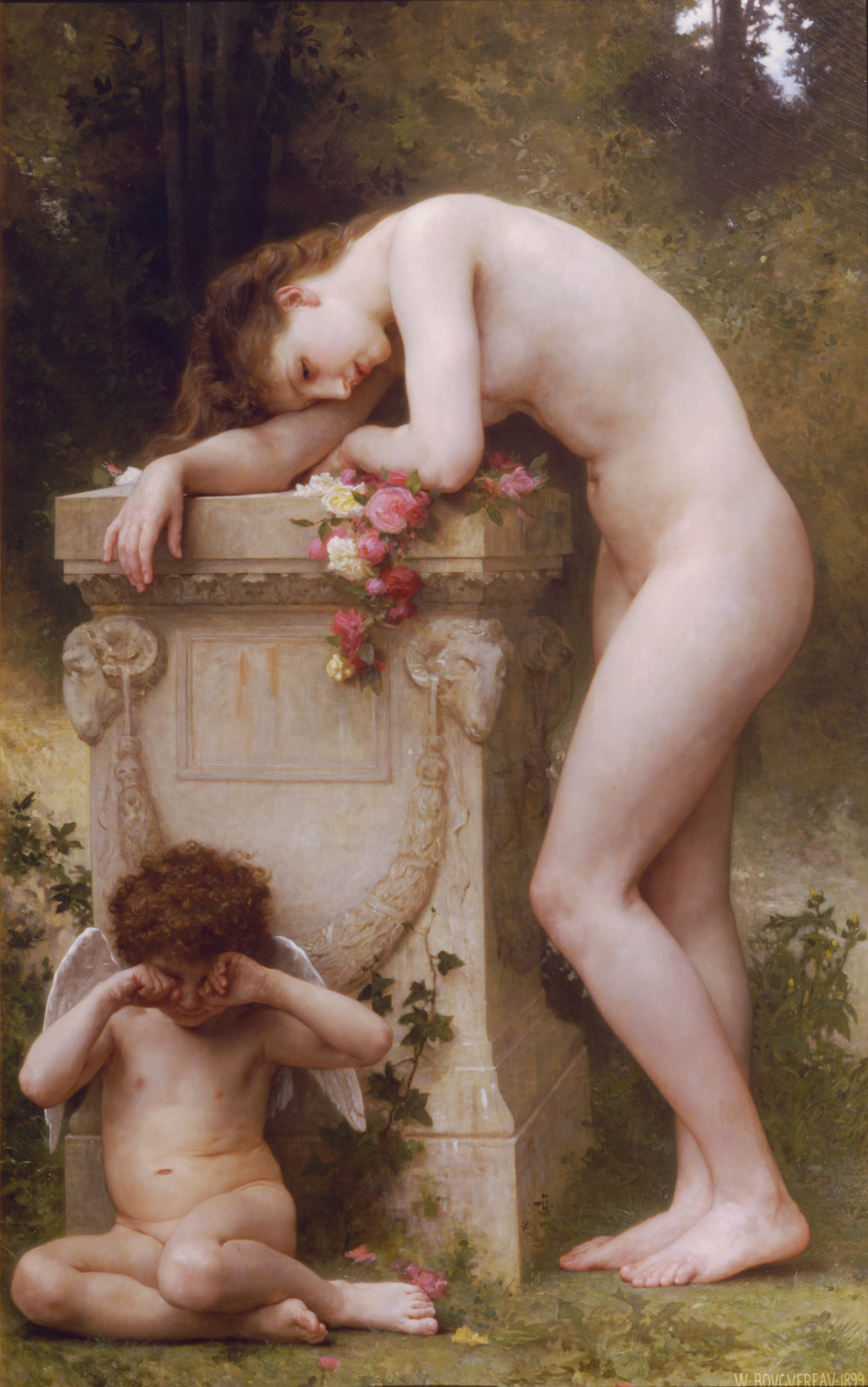
Dolore d'amore (1899), di William-Adolphe Bouguereau

(Lezioni d'estetica)

## Psicologia
Pur essendoci dei caratteri comuni, la maggior parte delle reazioni o delle pulsioni amorose sono soggettive e variano da individuo a individuo; tuttavia ci sarebbero, secondo la maggior parte degli psicologi e degli scienziati, tre fasi principali nell'amore fra esseri umani: infatuazione (o innamoramento), attrazione e attaccamento, composte da vari elementi e stadi..
Generalmente, l'amore comincia nella fase dell'"infatuazione", forte nella passione ma debole negli altri elementi. Il primo sprone di questa fase sarebbe l'istinto sessuale. L'aspetto fisico, e altri fattori, giocherebbero infatti un ruolo decisivo nel selezionare possibili compagni o compagne. In questa fase l'amore è puramente materiale: si apprezza il/la compagno/a nella sua apparenza corporea, nella sua pura esteriorità. Quello che inizia con l'infatuazione può svilupparsi in uno dei tipi d'amore più pieni.
Con il passare del tempo gli altri elementi (affetto, attaccamento) possono crescere e la passione fisica può diminuire d'importanza, mantenendo però quell'equilibrio alla base della relazione. In questa fase, detta "attrazione", si giudica il partner al di là di come appare, si valutano diversi fattori come la sua cultura, i suoi valori. In questa fase, quindi, si apprezza il/la compagno/a nella sua pura interiorità.
Nella fase dell'"attaccamento", la persona si concentra sul singolo compagno e la fedeltà assume importanza. Ormai si apprezza il/la compagno/a in sé e per sé, in modo pieno e totale, forti delle due fasi precedenti ma ora consapevoli di tutto il proprio percorso interiore. Ora non si amano più caratteristiche determinate, siano esse materiali o spirituali, ma l'uomo/la donna in quanto tali.
Lo psicologo di origine tedesca Erich Fromm ha sostenuto nel suo libro L'arte di amare che l'amore non è solo un sentimento, ma è anche composto da azioni e che in realtà il cosiddetto "sentimento d'amore" è superficiale rispetto al proprio impegno di amare attraverso una serie di azioni amorevoli nel corso del tempo. In questo senso, Fromm ha dichiarato che l'amore non è in definitiva un sentimento per tutti, ma piuttosto è un impegno e un'adesione, un insieme di azioni amorevoli rivolte verso un'altra persona, ma anche verso sé stessi o nei confronti di molti altri, per un periodo prolungato, duraturo. Fromm ha anche descritto l'amore come una scelta consapevole che nelle sue fasi iniziali potrebbe nascere come un sentimento involontario, ma che poi non viene più a dipendere solo da quei sentimenti, ma piuttosto da un impegno consapevole.
Sebbene gli esseri umani non siano in genere sessualmente monogami, quando una persona condivide con un'altra un amore per un lungo periodo di tempo, sviluppa un "attaccamento" sempre più forte verso l'altro individuo.
Per quanto riguarda l'eventuale presenza di figli, secondo recenti teorie scientifiche sull'amore, questa transizione dall'attrazione all'attaccamento avverrebbe in circa 30 mesi: il tempo di portare a termine una gravidanza e di curare la prima infanzia del bambino. Dopo questo periodo la passione diminuirebbe, cambiando l'amore da amore romantico a un semplice piacere nello stare insieme. Quest'ultima fase durerebbe dai 10 ai 15 anni: finché la prole ha raggiunto l'adolescenza o più tardi (con variazioni considerevoli da cultura a cultura).
Di solito una relazione che si basa su più fattori (affetto, attaccamento, stima, interessi comuni, attrazione sessuale) ha più possibilità di riuscita di una basata sulla sola attrazione sessuale. Questo "determinismo dell'amore", funzionale unicamente alla cura del bambino, è stato criticato da più parti, in particolare dai sostenitori dell'intelligenza emotiva.
L'amore è la paura di perdere la persona o la cosa amata, accompagnano spesso un sentimento di protezione e/o gelosia verso l'oggetto di tale sentimento. In taluni casi l'amore assume aspetti patologici, quando è la causa che impedisce la conduzione di una vita normale o l'elemento scatenante di un attaccamento morboso.

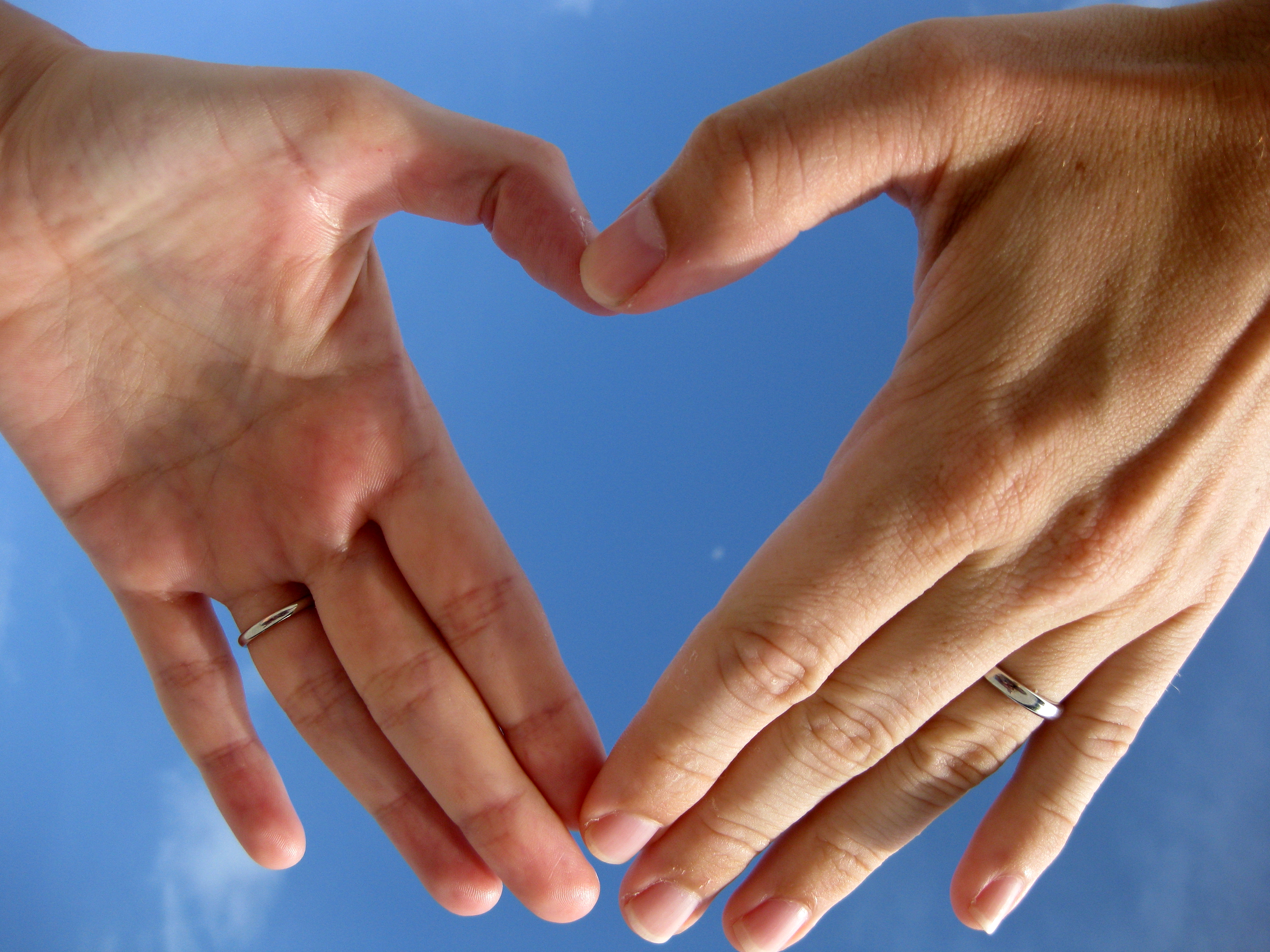
Due mani che creano la forma del cuore, simbolo di amore.

Il neuropsichiatra Frank Tallis ha evidenziato come i sintomi del mal d'amore  siano identici ai sintomi di malattie mentali.

### Modello triangolare dell'amore
Fra il 1986 e il 1988 Robert Sternberg ha proposto un modello trifasico nelle relazioni affettive: la Triangular Love Scale o Triangular Theory of Love [Scale]. Secondo tale teoria:
- la passione (passion) caratterizza l'attrazione fisica e l'innamoramento,
- l'intimità (intimacy) definisce lo stadio dell'amore come innamoramento consolidato,
- l'impegno (commitment) è proprio della fase in cui ciascuno s'impegna a vivere con la persona amata e decide di non prendere in considerazione altre opzioni

### L'inclusione dell'altro nel sé
Nel 1992 i neurologi Arthur Aron, Elaine Aron e Danny Smollan hanno elaborato una Scala dell'inclusione dell'altro nel sé(The Inclusion of Other in the Self Scale, IOS),in cui si prospettano sette livelli di inclusione del partner.

### Disturbi e patologie amorose
(Charles Baudelaire)
Accanto all'aspetto più sano dell'amore, esistono numerose varianti legate a patologie particolari che possono condurre a stati di sofferenza e gravi crisi di depressione. Nel libro Pazzi d'amore, Frank Tallis riporta gli studi della psicologa Dorothy Tennov intorno al fenomeno della Limerence. La Limerence sarebbe lo stato ossessivo, l'idealizzazione irrazionale e l'intenso desiderio di essere ricambiati. Gli individui colpiti da Limerence sono costantemente attratti da partner sbagliati, soffrono amori non corrisposti e sono incapaci di imparare dalle loro esperienze. Ne deriva un senso di angoscia emotiva e un grave senso di inutilità che accompagna la persona nel corso della vita. Questo senso di inutilità può emergere anche in un'altra forma particolare d'amore, erroneamente scambiata per semplice infedeltà. In questo caso, il soggetto può anche essere felicemente corrisposto ma è incapace di provare vero affetto per il partner. Innamorato dell'amore, egli si limita ad amare la sensazione dell'innamoramento suscitata dal partner, evitando di entrare nella fase matura della relazione di coppia, ossia quella che dall'infatuazione iniziale si dovrebbe trasformare - col passare del tempo - in vero amore. La relazione è dunque destinata a esaurirsi prima che la stessa cominci ad assumere un autentico significato e la responsabilità di gestire una relazione duratura.
Altre forme patologiche d'amore possono essere date da fenomeni legati all'ambiguità dell'orientamento sessuale e dal forte desiderio di identificare il partner con le figure genitoriali. Entrambi questi casi hanno origine da evidenti disturbi infantili che influiscono costantemente sul carattere dell'individuo. Questo sarà dunque portato alla scelta di partner relativamente anziani in cui il fattore ideale prevale sul fattore sessuale. Un'altra, infatti, tra le forme patologiche dell'amore, risulta essere la frigidità, dove il soggetto - pur nutrendo impulsi sessuali normali e addirittura simulando atteggiamenti disinvolti - è incapace di trasferirli nella realtà fisica del rapporto sessuale.

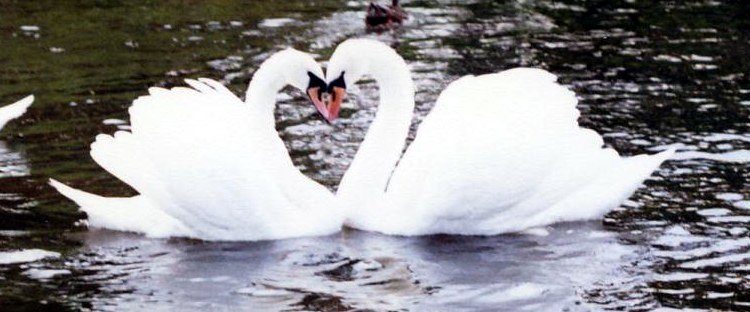
Coppia di cigni che forma un cuore al loro centro.

## Prospettive culturali

### Antica Grecia
La lingua greca distingue vari significati differenti in cui può venir utilizzata la parola "amore". Ad esempio, il greco antico possiede i termini philia, eros, agape, storge e xenia. Tuttavia, con il greco (così come anche con molte altre lingue), può risultare alquanto difficoltoso separare storicamente i significati di queste parole in un modo univoco e totale. Allo stesso tempo, il testo greco della Bibbia riporta esempi del verbo "agapo" avente lo stesso significato di "phileo".
Agape (ἀγάπη agape) significa specificamente amore nel greco moderno. Il termine "S'agapo" vuol dire "ti amo" in greco; la parola agapo corrisponde al verbo amore. Esso si riferisce generalmente ad un tipo ideale di amore "puro", piuttosto che all'attrazione fisica suggerita da eros. Tuttavia, ci sono alcuni esempi in cui si utilizza agape per indicare lo stesso significato dato da eros. È stato infine anche tradotto come "l'amore dell'anima."
In senso più eminentemente religioso-spirituale è l'amore nei confronti del prossimo, un concetto vicino all'attuale idea di altruismo; si caratterizza per la sua spontaneità, non è perciò un atto intenzionale o una forma di cortesia superficiale proveniente dalla buona educazione, ma una vera e propria empatia per gli altri, vicini o sconosciuti che siano. Nella tradizione cristiana dei Padri della Chiesa, la parola è identificata con il concetto di beneficenza, anche se è più vicino ad un rapporto fisico instaurato con le persone che soffrono.
Eros (ἔρως Eros) (dalla divinità greca Eros) è l'amore passionale, che conduce ed accompagna il desiderio sensuale. La parola greca erota significa innamorato. Platone ha affinato la sua propria definizione: anche se l'eros inizialmente è sentito per una persona, con la contemplazione diventa un apprezzamento della bellezza che è presente e vivente all'interno di quella persona, o addirittura diventa apprezzamento della bellezza stessa. Eros aiuta l'anima a riconoscere il richiamo della bellezza e contribuisce alla comprensione della verità spirituale. Amanti e filosofi sono entrambi, pertanto, ispirati a cercare la verità che proviene dall'eros. In alcune traduzioni può anche venir inteso come "amore per il corpo".
A volte intesa come passione negativa prodotta da épithumia-appetito, ma anche come una forma di "pazzia divina" causa delle più grandi benedizioni per gli uomini. Esso tuttavia può mescolarsi con philia tramite la pederastia - nella sua accezione di pederastia greca - che lega un uomo maturo-erastès che ama ad uno più giovane-eromenos che viene amato.
Philia (φιλία philia), un amore spassionato e virtuoso (un forte rispetto reciproco tra due persone di status simile), è stato un concetto affrontato ed ampiamente sviluppato da Aristotele. Comprende la lealtà rivolta agli amici, ai parenti e alla comunità di appartenenza; essa richiede la virtù, l'uguaglianza, e la familiarità. Philia è motivato da ragioni pratiche; una o entrambe le parti beneficiano del rapporto. Può anche significare "l'amore della mente"; è un concetto estensivo di amicizia che non poteva esistere altro che tra persone dello stesso sesso, a causa della forte disuguaglianza tra i sessi esistente.
Storge (στοργή storghé) è un affetto naturale, come quello sentito dai genitori per i figli.
Xenia (ξενία Xenia), l'ospitalità, era una pratica estremamente importante nella Grecia antica. Era un'amicizia quasi ritualizzata formata tra un ospitante e dal suo ospite, che potrebbero anche esser stati in precedenza dei perfetti estranei. L'ospitante offre il vitto e fornisce un alloggio per gli ospiti, aspettandosi di essere rimborsati solamente con un senso di gratitudine e riconoscenza. L'importanza di questo istituto può essere veduto bene in tutta la mitologia greca e nella letteratura a partire da Omero in poi.

### Antica Roma
La lingua latina possiede diversi verbi corrispondenti ad amore; "amo" è il suo verbo di base il cui infinito "amare" è ancor oggi utilizzato in lingua italiana e gli antichi lo usavano in senso affettuoso oltre che in senso romantico e sessuale. Da questo verbo deriva amans-amatore, l'amante spesso con nozione accessoria di lussuria e amica (fidanzata, ma spesso eufemisticamente applicato ad una prostituta).
Il sostantivo corrispondente è amor ed il significato di questo termine per i Romani è ben illustrato nel fatto che Roma può essere un anagramma per Amor, utilizzato come nome segreto della città in ampie cerchie della popolazione durante i tempi antichi; utilizzato infine anche nella sua forma plurale per indicare amori o avventure sessuali.
Questa stessa radice produce anche amicus-amico e amicitia-amicizia (spesso a base di un reciproco vantaggio, e corrispondente a volte ad un significato più vicino a quello di "indebitamento" o "influenza"). Cicerone scrisse un trattato intitolato "De amicitia (Cicerone)", che discute il concetto con una certa ampiezza. Ovidio ha scritto una vera e propria guida chiamata "Ars Amatoria", che affronta, in profondità, tutto ciò che concerne l'amore, dalle relazioni extraconiugali al problema dato dai genitori iperprotettivi.
I latini usano a volte amare per indicare ciò che piace; nozione tuttavia che viene espressa più generalmente da placere o delectare, termini questi ultimi usati in forma più colloquiale, con molta frequenza ad esempio nella poesia amorosa di Catullo.
Diligere contiene invece il concetto dell'esser affettuoso come conseguenza della stima portata; questa parola descrive anche opportunamente l'amicizia che può esistere tra due uomini, cioè affetto abbinato a stima. Il sostantivo corrispondente diligentia (da cui deriva diligente) prende invece il significato di prudenza ed ha poca sovrapposizione semantica col verbo. Observare è sinonimo di diligere, questo verbo col relativo sostantivo, observantia, denota anch'esso spesso la stima e l'affetto.
Il termine Caritas è usato nelle traduzioni latine della Bibbia cristiana a significare "l'amore caritatevole"; questo significato, però, non si trova nella letteratura pagana classica, poiché deriva ad una fusione con una parola greca, non c'è quindi verbo corrispondente.

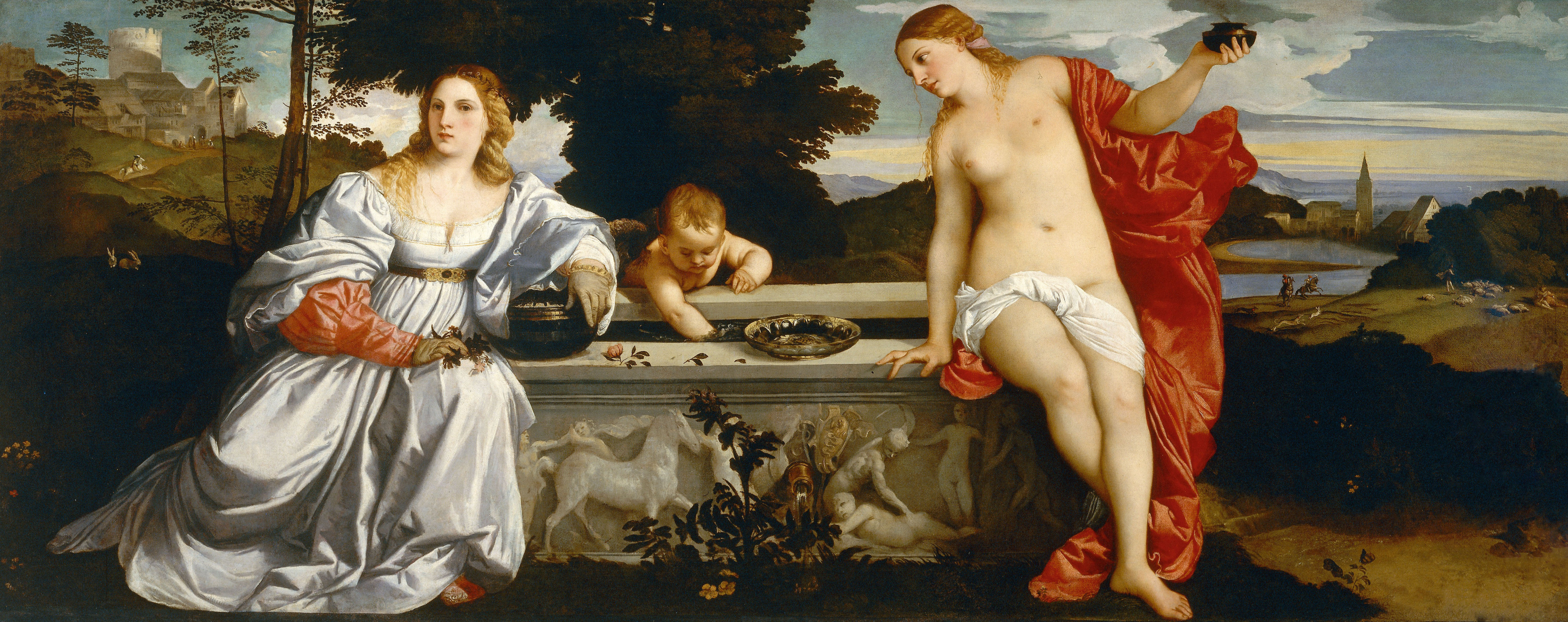
Amor sacro e profano (1515), di Tiziano Vecellio.

## Religione
Le varie religioni hanno in comune il fatto di accompagnare il sentimento dell'amore con un senso di trascendenza verso il sovrannaturale.

### Cristianesimo
per questo motivo fate ciò che più vi spinge ad amare.»
(Teresa d'Avila)
Per il Cristianesimo l'amore è il punto focale, essendo il concetto di amore, inteso in senso odierno nel mondo occidentale, esclusivamente cristiano. Nel cristianesimo l'amore di Dio è la somma benevolenza del Signore verso le creature terrene. Secondo quanto riportato dalla Prima lettera di Giovanni (4,16), Dio stesso è Amore. L'Amore di Dio, secondo il Cristianesimo, è in particolare Amore Misericordioso.
Per i cristiani ogni gesto di Dio (creazione, redenzione dopo il peccato originale, provvidenza verso le sue creature), è compiuto per amore. S.Paolo nella Lettera agli Efesini (2,4-5) afferma che Dio "per il grande amore, con il quale ci ha amati, ci ha fatto rivivere in Cristo". Per il credente, l'evento centrale del Cristianesimo, cioè la morte e resurrezione di Gesù, è proprio una prova dell'amore di Dio.
Nella versione della Sacra Bibbia della CEI, Conferenza Episcopale Italiana, al posto della parola amore viene posta la parola carità.
I cristiani credono che amare Dio con tutto l cuore, la forza e la mente e amare il prossimo come sé stessi siano due degli aspetti più importanti nella vita, quelli che le danno senso (i due comandamenti che riassumono gli altri) e dai quali deriva ogni altra norma morale. Questo è scritto nel Vangelo di Marco 12,28-34. Sant'Agostino ha riassunto ciò nell'espressione "Ama Dio e fa' ciò che vuoi". Per Agostino:
(Confessioni 13, 9, 10)

L'amore venne definito da Dio una delle più importanti caratteristiche per poter vivere. Scrive Paolo, nella Prima lettera ai Corinzi: 
 Con queste parole sembra aver glorificato l'amore come la più importante tra tutte le virtù.
Giovanni evangelista scrisse: "Dio ha tanto amato il mondo da dare il suo Figlio unigenito, perché chiunque crede in lui non perisca, ma abbia vita eterna. Infatti Dio non ha mandato il Figlio nel mondo per condannare il mondo, ma per salvare il mondo per mezzo di lui." (Giovanni 3: 16-17) Scrisse anche, "Cari amici, amiamoci gli uni gli altri per l'amore che viene da Dio. Chiunque ama è generato da Dio e conosce Dio. Chi non ama non ha conosciuto Dio, perché Dio è amore " (1 Giovanni 4: 7-8)
Per il cristiano, l'amare Dio implica quello che nel catechismo viene chiamata "l'obbedienza della fede" ovvero "obbedire («ob-audire») nella fede è sottomettersi liberamente alla parola ascoltata, perché la sua verità è garantita da Dio, il quale è la verità stessa". Con la sua rivelazione, "Dio invisibile nel suo immenso amore parla agli uomini come ad amici e si intrattiene con essi per invitarli ed ammetterli alla comunione con sé". La risposta adeguata a questo invito è la fede. Con la fede l'uomo sottomette pienamente a Dio la propria intelligenza e la propria volontà. Con tutto il suo essere l'uomo dà il proprio assenso a Dio rivelatore
Molti teologi cristiani ritengono che l'amore degli uomini per le altre creature (e per Dio stesso) sia derivato direttamente da quello di Dio e che da esso derivi inoltre l'amore per tutto il creato.
Secondo il Vangelo di Giovanni gli uomini amano il prossimo in Dio e Dio nel prossimo. In ogni essere umano c'è la presenza viva di Dio (in quanto creato a Sua immagine) che spinge chi Lo ama ad amare inevitabilmente ogni uomo. Nel Vangelo di Matteo (Parabola del Giudizio Universale 25,31-46), Gesù, il Figlio di Dio fatto uomo, afferma che tutto ciò che è stato fatto o che non è stato fatto a un fratello più "piccolo" (cioè a un essere umano) è stato o non è stato fatto a lui. Gesù afferma anche che l'impulso l'amore del prossimo debbono essere universali, senza discriminazioni tra persone buone e cattive (5,38-48, 6,27-35), pur nella difficoltà che ciò può richiedere (10,16-18).
Agostino d'Ippona dice che si deve essere in grado di decifrare la differenza tra amore e lussuria e prosegue affermando "ero innamorato dell'amore". Nelle Confessioni afferma che l'unico che può amare veramente e pienamente è Dio, perché l'amore con un essere umano permette solo di sviluppare difetti quali "la gelosia, il sospetto, la paura, la rabbia, e la contesa; invece amare Dio è invece raggiungere la pace.
Per Tommaso d'Aquino l'amore è dono, gratuità e fedeltà.
Secondo papa Benedetto XVI, nella sua prima Enciclica (Deus caritas est), interamente dedicata all'amore cristiano, l'amore cristiano è per i cattolici unione di eros e agape, cioè di passione e sentimento (carità), diretto verso Dio e verso i fratelli. Eros senza agape sarebbe puro istinto sessuale, agape senza eros toglierebbe alla carità quella spinta impulsiva di carità verso gli altri.
Comunque nella religione cristiana, l'amore ha una grande importanza, in quanto è anche il fondamento di uno dei sette sacramenti: il matrimonio; a tal proposito Gesù, commentando i testi della Genesi relativi all'unione fra un uomo e una donna, disse anche:
"Quello dunque che Dio ha unito, l'uomo non separi" (19,3-12), riferendosi all'adulterio e al divorzio, che costituiscono un ripudio dell'amore e della persona amata (5,27-28 e 5,31-32).
L'amore cristiano si manifesta intensamente nel perdono dei torti e dei peccati, e per questo si parla in particolare di Amore Misericordioso: Dio dona gratuitamente il perdono dei peccati all'uomo che vuole pentirsi dei propri errori e con Lui si riconcilia; l'uomo, a sua volta, perdona di cuore i propri fratelli (gli altri uomini) ogni volta che subisce un torto, qualunque sia la sua gravità o la sua frequenza (facendo talvolta ricorso alla preghiera per ricevere da Dio l'aiuto, gratuito, della capacità di perdonare torti apparentemente imperdonabili) (6,14-15, 18,21-35).
Esemplare è infine la parabola del buon Samaritano (Vangelo di Matteo, 5, 44 e Luca, 10, 29-40).
Patrono degli innamorati per i cristiani è san Valentino e il 14 febbraio viene festeggiata questa ricorrenza (festività che ha ormai superato i confini religiosi ed è festeggiato in quasi tutto il mondo)

### Ebraismo
L'ebraismo impiega una vasta definizione d'amore, sia tra le persone sia tra la persona umana e il Signore.
La Torah (Pentateuco) dice "ama il prossimo tuo come te stesso" (Levitico 19.18). Un individuo deve amare il Signore "con tutto il tuo cuore, tutta la tua anima, tutti i tuoi possedimenti" (Deuteronomio), 6.5 (vedi anche Shemà).
La letteratura rabbinica differisce su come l'amore possa esser sviluppato, e su come contemplare i beni divini e le meraviglie della natura. L'amore coniugale è considerato un elemento essenziale per la vita: "guarda la vita con la moglie che tu ami" (Ecclesiaste 9.9). Il testo biblico del Cantico dei Cantici è considerato una metafora romantica dell'amore di Dio verso il suo popolo. Il rabbino Eliyahu Eliezer Dessler è invece noto per aver definito l'amore secondo la concezione ebraica come "dare senza aspettarsi di ricevere".
L'amore romantico di per sé ha poche citazioni nella letteratura ebraica, sebbene il rabbino medievale Judah Halevi scrisse poesie romantiche in arabo durante la giovinezza.

### Islam
Nel Corano c'è scritto "Chi non prova affetto non riceverà affetto".
Ishq, o amore divino, è parola d'ordine del sufismo nella tradizione islamica. I praticanti del Sufismo credono che l'amore sia una proiezione dell'essenza di Dio con l'universo; Dio desidera riconoscere la bellezza, è come quando ci si guarda in uno specchio per vedere sé stessi.

### Fede Bahá'í
Nei suoi Colloqui di Parigi, 'Abdu'l-Bahá ha descritto quattro tipi di amore: "È della prima specie l’amore che viene da Dio all’uomo: quest’amore consiste nelle grazie inesauribili, nello splendore divino, nell’illuminazione celeste. Da quest’amore il mondo riceve la vita; per esso l’uomo è dotato dell’esistenza fisica, finché per mezzo dell’alito dello Spirito Santo (che è poi questo stesso amore), egli riceve la vita eterna e diventa l’immagine di Dio vivente. Quest’amore è l’origine di tutto l’amore nel mondo della creazione". "Appartiene alla seconda specie l’amore che va dall’uomo a Dio. Questo è fede, attrazione al Divino, ardore, progresso, ricevimento della munificenza divina, illuminazione alla luce del Regno Divino, entrata nel Regno di Dio. Quest’amore è l’origine di tutta la filantropia e fa sì che i cuori degli uomini riflettano i raggi del Sole della Verità". "È della terza specie l’amore di Dio verso la personalità stessa o la identità di Dio. Questo è la trasfigurazione della Sua bellezza, la riflessione di Se stesso nello specchio della Sua creazione. Questo è la realtà dell’amore, l’antico amore, l’eterno amore. Da un raggio di quest’amore trae esistenza ogni altro amore". "Alla quarta specie appartiene l’amore dell’uomo per l’uomo. L’amore che esiste fra i cuori dei credenti è prodotto dall’ideale dell’unità degli spiriti. Quest’amore si ottiene attraverso la conoscenza di Dio; così gli uomini vedono l’amore divino riflesso nei cuori. Ognuno vede nell’altro la bellezza di Dio riflessa nell’anima, e questo punto di somiglianza porta l’attrazione e l’amore fra l’uno e l’altro. Quest’amore renderà tutti gli uomini onde dello stesso mare, stelle dello stesso cielo e frutti dello stesso albero. Quest’amore porterà la effettuazione dell’accordo vero, la base della vera unità".

### Induismo
Nell'induismo l'amore e il piacere sensuale (Kama, personificato dal dio Kamadeva) è desiderio naturale, dono della divinità, e rappresenta uno dei quattro scopi della vita (purushārtha); "Mara" è un altro dei suoi nomi. In contrasto con il kāma, prema, o "prem", è l'amore elevato, spirituale, divino.
Karuna è la compassione misericordiosa, che spinge a contribuire a ridurre la sofferenza presente negli altri esseri.
Con il termine sanscrito bhakti si intende invece la devozione amorosa nei confronti di Dio. La bhakti nel Bhāgavata Purāṇa e nelle Tulsidas viene distinta in nove forme di devozione, rivolte generalmente al dio Krisna. Il libretto Narada bhakti sutra scritto da un autore sconosciuto, ne distingue invece undici forme.
In alcune sette Vaishnava (seguaci di Visnù) all'interno dell'induismo, raggiungere l'amore incondizionato e incessante di Dio è considerato l'obiettivo più importante della vita. I Gaudiya Vaishnava che adorano Krishna come la Persona Suprema e la causa di tutte le cause considerano l'Amore per Dio (Prema) agente in due modi possibili: Sambhoga e vipralambha (unione e separazione), due apparenti opposti.
Nella condizione di separazione, vi è un desiderio acuto di tornare con l'amato e nella condizione di unione v'è d'altra parte la felicità suprema e totalizzante. Il movimento Gaudiya Vaishnava ritiene che Krishna-prema (l'Amore per Dio) è una specie di fuoco atto a bruciare e gettar via i propri desideri materiali: Krsna-prema non è un'arma, ma purttuttavia trafigge il cuore. Non è l'acqua, ma purtuttavia lava via del tutto la sensazione d'orgoglio. Krishna-prema è considerato attrarre in un oceano di estasi trascendentale e di piacere in cui si "annega".
L'amore di Rādhā, la ragazza-mandriana, per Krishna è spesso citato come l'esempio supremo di amore per Dio dai Gaudiya Vaishnava. Radha è considerata la potenza interna di Krishna, ed è l'amante supremo della Divinità. Il suo esempio di amore è considerato al di là della comprensione del regno materiale in quanto supera ogni forma di amore egoistico o di lussuria che è visibile nel mondo materiale. Il reciproco amore tra Radha (l'amante supremo) e Krishna (Dio come sommamente amato) è oggetto di molte composizioni poetiche in India come la Gita Govinda e l'Hari Bhakti Shuddhodhaya.
Nella tradizione Bhakti all'interno dell'induismo, si ritiene che l'esecuzione del servizio di devozione a Dio porta allo sviluppo dell'Amore per Dio (taiche bhakti-Phale krsne prema upajaya) e come l'amore per Dio cresce nel cuore, più si diventa liberi dalla contaminazione materiale (krishna-prema asvada Haile, bhava nasa paya). Essere perfettamente in uno stato e condizione d'amore con Dio-Krishna rende perfettamente liberi da ogni "laccio terreno". Questa è la maniera migliore di salvezza o liberazione: in questa tradizione, la salvezza o la liberazione è considerata inferiore all'Amore, solo un suo incidentale sottoprodotto. Essere assorbiti nell'amore per Dio è considerato così esser l'unica vera e sola a perfezione della vita.

### Buddhismo
La definizione di "amore" nel buddhismo è il volere che gli altri siano felici. Questo amore è incondizionato e richiede molto coraggio e accettazione, sia degli altri sia di sé. Il nemico dell'amore vero è qualcosa che può sembrargli simile ma è invece il suo opposto: l'attaccamento, che deriva dall'amore di sé inteso come preoccupazione per il proprio benessere. L'amore nel buddhismo è perciò qualcosa di molto differente da quello che s'intende comunemente in italiano (attaccamento, relazione e sesso), che quasi sempre richiede un certo amor proprio. Nel buddhismo si riferisce al distacco e alla cura del benessere degli altri senza alcun interesse verso sé stessi.
Il Bodhisattva ideale nel buddismo Mahayana comporta la completa rinuncia di sé stessi, al fine di assumere l'onere di un mondo sofferente. La più forte delle motivazioni, al fine di prendere il sentiero del Bodhisattva, è l'idea di salvazione disinteressata, l'amore altruistico per tutti gli esseri senzienti.

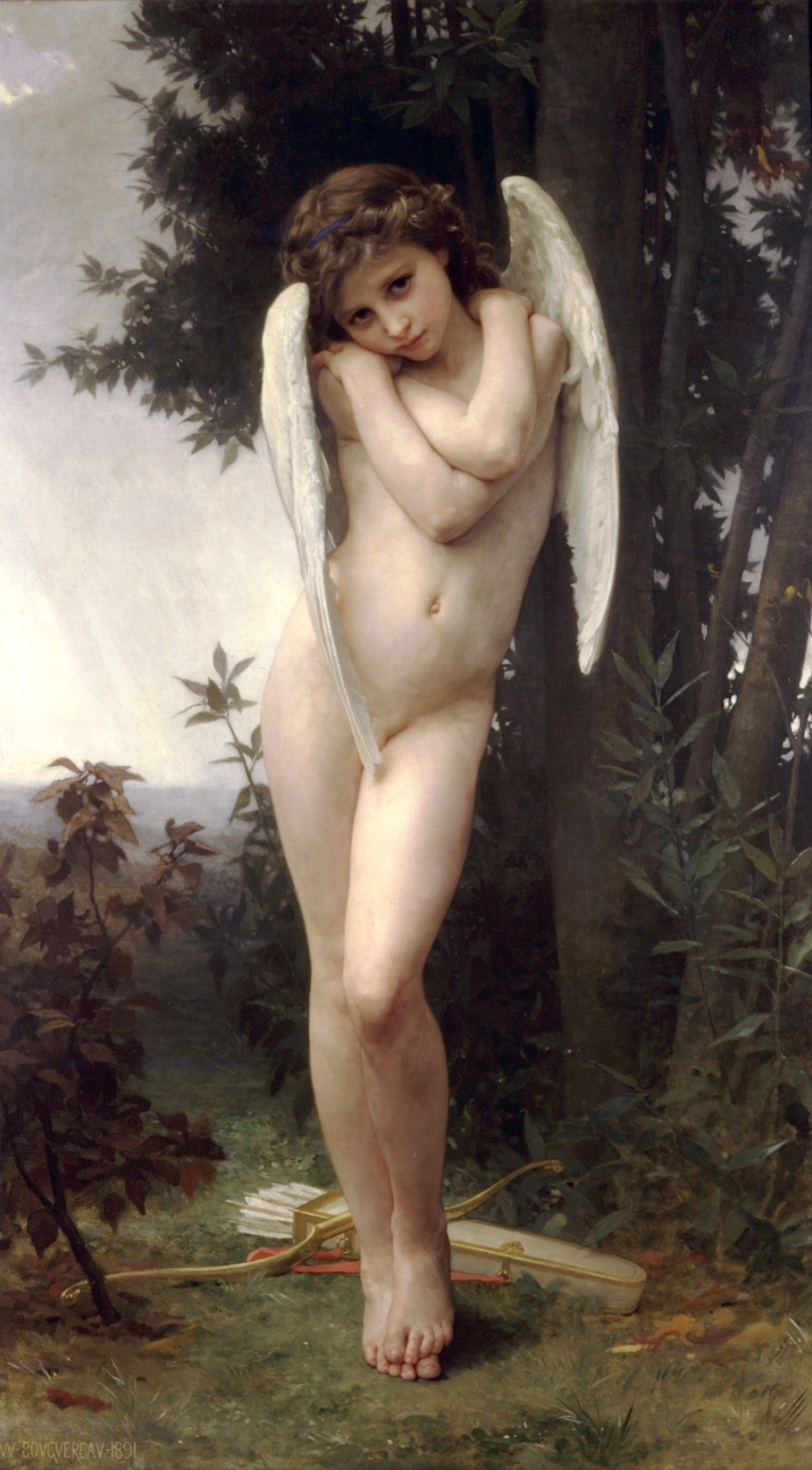
Cupido (1891), di William-Adolphe Bouguereau

### Altre culture e divinità
Varie culture hanno divinizzato l'amore, sia nella forma maschile sia in quella femminile. Questa è una lista di dei dell'amore in mitologie differenti.
- Cupido o Amore: dio della mitologia romana.
- Venere: dea della mitologia romana.
- Afrodite: dea della mitologia greca.
- Eros: dio della mitologia greca.
- Freyja: dea della mitologia norrena.
- Kama: dio dell'induismo.
- Xochipilli: dio della mitologia azteca.

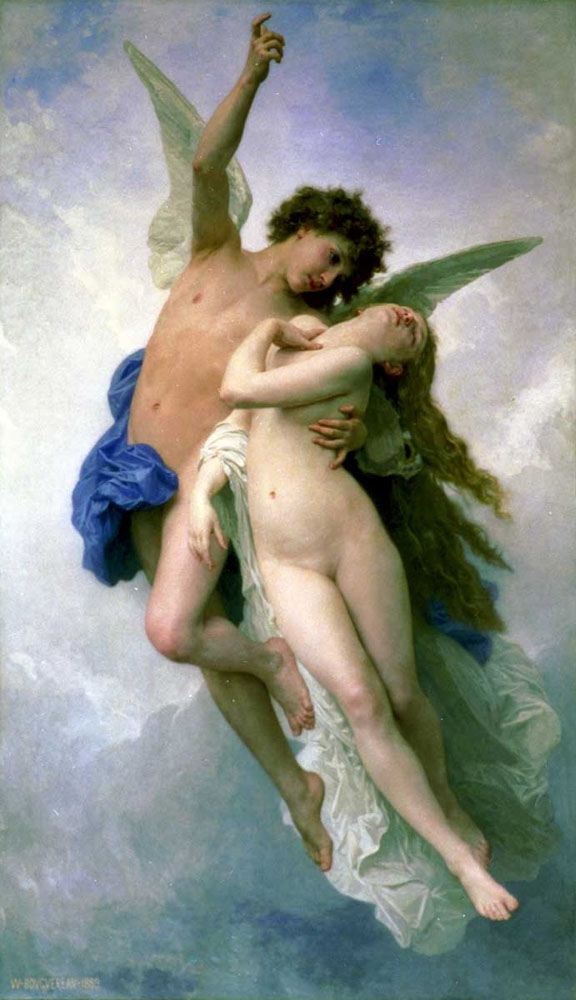
Cupido trasporta Psiché nell'alto dei cieli, di William-Adolphe Bouguereau.

## Nelle arti
Il sentimento dell'amore è spesso la base d'ispirazione delle principali manifestazioni artistiche quali la musica, la letteratura, le arti figurative e il cinema.

### Letteratura
(Francesco Petrarca)
Publio Virgilio Marone nelle sue Bucoliche (X, 69) ebbe a dire "Omnia vincit amor et nos cedamus amori" (lett. "L'amore vince tutto, anche noi cediamo all'amore")", verso divenuto celebre e ripreso in seguito anche da vari altri autori; nella sua qualità di locuzione latina è stata immortalata in pittura da Michelangelo Merisi da Caravaggio col suo Amor vincit omnia.
Durante il Medioevo l'amore è stato oggetto di misticismo religioso da un lato, con Bernardo di Chiaravalle e soprattutto con Bonaventura da Bagnoregio (negli scritti "Stimulus amoris", "Incendium amoris" e "Amatorium"), ed un particolare tipo di poesia dall'altro; questa letteratura poetica, nata nel sud della Francia, si diffuse presto a macchia d'olio in tutto il continente europeo: si tratta della cosiddetta poesia trobadorica (dai suoi autori chiamati ” trovatori“) che canta l'amor cortese, una relazione amorosa in gran parte idealizzata, rivolta a donne lontane o irraggiungibili.

Nella Divina Commedia di Dante Alighieri, si possono trovare molte terzine in cui "l'Amore" è dominatore incontrastato e motivo ricorrente in tutta l'opera: innanzitutto nella parte dedicata alla storia di Paolo e Francesca, ove domina l'amore terreno: (Inferno - Canto quinto vv. 73-142):
 fino a giungere all'amore supremo, assoluto, ch'è anche l'ultimo verso del Paradiso (Divina Commedia)
Nell'età del Rinascimento, con le opere di Marsilio Ficino, il suo allievo Francesco Cattani da Diacceto e Giordano Bruno, comincia a svilupparsi sempre più il neoplatonismo; una delle basi fondanti di questa dottrina filosofica è l'amore nei confronti di tutto ciò che è bello, natura ed essenza dell'amore essendo quindi la ricerca della bellezza. Questo concetto si riferisce sia all'etica che all'estetica, ed avrà un impatto significativo su tutta l'arte rinascimentale.
Nel secolo seguente, in particolare nel periodo barocco, l'olandese Baruch Spinoza, pensatore che ha studiato seriamente la questione soprattutto nella sua Etica (Spinoza), ebbe a dare la seguente definizione: l'amore non è altro che gioia accompagnata dall'idea di una causa esterna (Amor est Laetitia concomitante idea causae externae). Spinoza identifica poi l'amore con la conoscenza assoluta (amor Dei intellectualis)

### Arti visive
L'amore è sempre stato uno dei temi preferiti in tutta la storia della pittura e della scultura, dalla rappresentazione di situazioni romantiche o riconducenti ad una qualche simbologia o allegoria, che vengono spesso a coinvolgere personaggi mitologici.
Ma anche i grandi amori terreni vengono raffigurati, soprattutto quelli appartenenti alle storie letterarie più conosciute come Tristano e Isotta, Abelardo e Eloisa, Paolo e Francesca, Romeo e Giulietta, l'amore tra Ulisse e Penelope narrato nell'Odissea, assieme a molti altri sono stati trattati in pittura, soprattutto nei periodi più favorevoli all'espressione più libera dei sentimenti (Preraffaelliti, arte romantica ecc).

## Basi neurobiologiche
Il biologo Jeremy Griffith definisce l'amore come "altruismo incondizionato". Il neurobiologo Semir Zeki ha studiato i possibili circuiti neuronali sottesi dagli stati d'amore, in particolare individuando strette connessioni fra amore romantico e amore materno. La neurobiologia degli stati amorosi è un nuovo campo di ricerca delle neuroscienze tuttora aperto con le moderne tecnologie di neuroimaging, mirante allo studio sia neurobiologico che psicologico degli stati affettivi negli esseri umani.
Anche la neuropsicologia cognitiva beneficia di quest'ultime ricerche: per esempio, sono stati rilevati migliori risultati e più efficienti prestazioni in compiti cognitivi se condotti in presenza di uno stato amoroso. Inoltre, l'amore romantico s'è rivelato essere una componente fondamentale del sistema motivazionale e di ricompensa degli esseri umani. Ben note sono poi le notevoli relazioni intercorrenti fra amore romantico ed autostima.

## Prospettiva contemporanea-politica
Il termine amore libero è stato utilizzato in tempi recenti per descrivere quel movimento sociale che rifiuta il matrimonio come istituzione costrittiva, sia civile che religiosa, in quanto inteso come forma di schiavitù o comunque obbligo sociale. Obiettivo iniziale dei fautori dell'amore libero è stato quello di separare le leggi dello stato da tutto ciò che concerneva la materia sessuale come l'adulterio e il controllo delle nascite, anche nella fattispecie dell'aborto, sostenendo che tali questioni dovevano interessare esclusivamente le persone coinvolte e nessun altro.
La maggior parte delle persone ancora nel XIX secolo erano fermamente convinte che il matrimonio fosse un aspetto fondamentale del modo di realizzare la propria esistenza e di raggiungere la felicità umana terrena; la classe media ha sempre creduto esser la casa il luogo primario di stabilità nel bel mezzo dell'incertezza del mondo. Questa mentalità ha creato una visione dei ruoli di genere fortemente definiti, il che ha prodotto la crescita del movimento dell'amore libero qual forza oppositiva rispetto allo status quo vigente.
Tutto ciò ha inoltre accelerato anche la presa di coscienza di auto determinazione da parte delle donne, le quali hanno iniziato per la prima volta a pretendere ad alta voce di amministrare il proprio corpo nella maniera che meglio preferivano; questo è stato uno dei cavalli di battaglia del movimento femminista.
Il XX secolo resuscita anche una concezione più edonistica dell'amore, soprattutto attraverso il movimento hippie e con celebri slogan quali "Fate l'amore, non fate la guerra".